# Винђоло (Козенца)
Винђоло је насеље у Италији у округу Козенца, региону Калабрија.
Према процени из 2011. у насељу је живело 18 становника. Насеље се налази на надморској висини од 94 м.